# 니와 나가쿠니

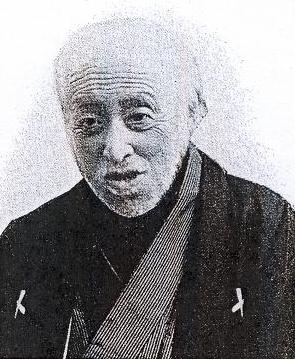
니와 나가쿠니

니와 나가쿠니(일본어: 丹羽長国, 1834년 5월 22일 ~ 1904년 1월 15일)는 일본 에도 시대의 다이묘로, 니혼마쓰번의 10대 번주이다. 어릴적 이름은 호조(保蔵)이며, 관위는 종4위하, 사쿄노다이부(左京大夫), 시종(侍従)이다.
10대 번주 니와 나가토미의 여섯째 아들로 태어났다. 1858년, 아버지가 은거하자 번주 자리를 계승하였다. 선대로부터 이어진 에도 만 도미쓰(富津) 포대 경비를 맡았고, 1860년에는 교토 경비까지 맡은 데다가, 니혼마쓰에 큰 화재가 겹치면서 번의 재정은 고갈 상태였다. 덴포 연간의 개혁도 실패하고 부패가 극에 달하였다. 1868년, 오우에쓰 열번동맹에 가입하여 메이지 신정부군과 대항하여 싸웠으나, 각지에서 패배한 끝에 요네자와번으로 패주하였고, 니혼마쓰 성을 함락당하기에 이르렀다. 결국 나가쿠니는 돌아와 항복하였고, 은거한 뒤 가독을 후계자에게 물려준다는 조건으로 가문의 존속을 허락받았다. 영지는 5만 석으로 삭감되었고 번주직은 양자 니와 나가히로에게 양위되었다. 1904년에 사망하였다.
| 전임 니와 나가토미 | 제12대 니와 가문 당주 1858년 ~ 1868년 | 후임 니와 나가히로 |

| 전임 니와 나가야스 | 제15대 니와 자작가 당주 (재임) 1902년 ~ 1904년 | 후임 니와 나가노리 |

| 전임 니와 나가토미 | 제10대 니혼마쓰번 번주 1858년 ~ 1868년 | 후임 니와 나가히로 |